# Henry Russell
Henry Patrick Marie, comte de Russell-Killough (Tolosa de Llenguadoc, 1834– Biarritz, 1909) fou un dels pioners en l'exploració pirinenca, conegut per la seua obsessió pel Vinyamala.

## Primers anys
Nascut a Tolosa de Llenguadoc de pare irlandès i de mare francesa, va emprendre el seu primer viatge a l'edat de 23 anys a Amèrica del Nord. El 1858 va ascendir el Pic de Nhèuvièlha al massís de Nhèuvièlha a Varètja, així com el Ardiden, i va fer tres ascensions al Mont Perdut.
El 1859 va fer el seu segon viatge, que va durar tres anys. Va viatjar a Sant Petersburg, Moscou, Irkutsk i Pequín, va travessar el desert del Gobi dues vegades i va descendir el riu Amur. Va estar-se a Xangai i Hong Kong, i va viatjar a Austràlia i Nova Zelanda. Va passar un any a l'Índia i va tornar a França pel Caire i Constantinoble.

## Exploració pirinenca

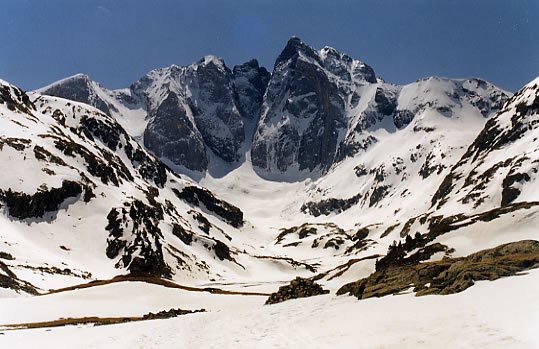
La cara del nord del Vinyamala; les coves de Russell són fora de vista, a l'esquerra de la foto

El 1861 Russell va dedicar-se a l'exploració del Pirineu. Ho feia pel seu compte o en companyia dels seus guies, va fer nombrosos primers ascensos, que va finançar amb la seua fortuna personal i les seues inversions. És especialment conegut pel seu ascens al Vinyamala, al qual va ascendir per primer cop el 14 de setembre de 1861 amb el guia Laurent Passet.
El 1864 a Banhèras de Bigòrra, juntament amb Charles Packe, Farnham Maxwell-Lyte i Emilien Frossard, va formar una societat per dedicar-se a l'estudi científic i etnogràfic del Pirineu: la Société Ramond (en record al famós explorador pirinenc, Louis Ramond de Carbonnières), que encara existeix avui. El 1868 va ascendir el Vinyamala per segona vegada, amb Hippolyte Passet. Durant la seua tercera ascensió l'11 de febrer de 1869, i la primera ascensió a l'hivern, va ser acompanyat per Hippolyte i Henri Passet.

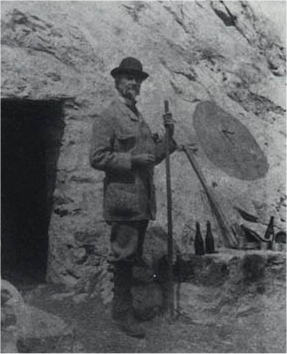
Henry Russell davant d'una de les seues coves en el Vinyamala

Sent delerós de passar nits al Vinyamala, va bivaquejar a les obertures en la paret fetes pels seus guies, sobre un mantell de roques i terra al cim del Pique Longue (Vinyamala) el 26 d'agost de 1880. Fou en aquest punt que va instal·lar coves a la muntanya, raó per la qual qualsevol altra construcció seria antiestètica i malvinguda. Seguint les seues instruccions van construir-se set coves entre 1881 i 1893.
L'agost de 1882, la primera cova va ser acabada; fou la vil·la Russell, localitzada a 3,205 m, al coll de Cerbillonna (la cova tenia 3 m de fons, 2,5 m d'amplada i 2 m d'alçada). Russell va viure en la cova tres dies, i el 12 d'agost de 1884 va tenir la cova –així com la muntanya– beneïda per un sacerdot. El 1885 va començar l'excavació de la segona cova (la dels Guies), i el 1886 la tercera: la Cova de les Senyores. El 5 de desembre de 1888 va preguntar el prefecte dels Alts Pirineus per fer-li la concessió del Vinyamala (unes 200 ha. entre 2.300 i 3.300 m d'alçada). El lloguer anual va ser fixat en un franc durant 99 anys, i el pagament va començar el gener de 1889.
Quan la glacera Ossoue va cobrir les seues coves, altres tres van ser excavades 800 m més avall, a la base de la glacera (2.400 m): aquestes eren conegudes com les coves Bellevue. Va organitzar banquets sumptuosos i llegendaris en aquestes coves, on va rebre prínceps i notables allà a catifes perses i es va nomenar el Comte de les muntanyes. Aquestes coves no tenien la mida de les seues predecessores més altes, però, per a la seua setena i última cova, Le Paradis, ell tenia localitzat un punt, 18 metres per sota del cim del Vinyamala, per dinamitar i fer un habitatge adequat. Fou ací on va celebrar les seues noces d'argent: els seixanta anys que havien passat des de la seua primera ascensió a la muntanya. Va fer el seu trentatresè i últim ascens del Vinyamala el 8 d'agost de 1904.

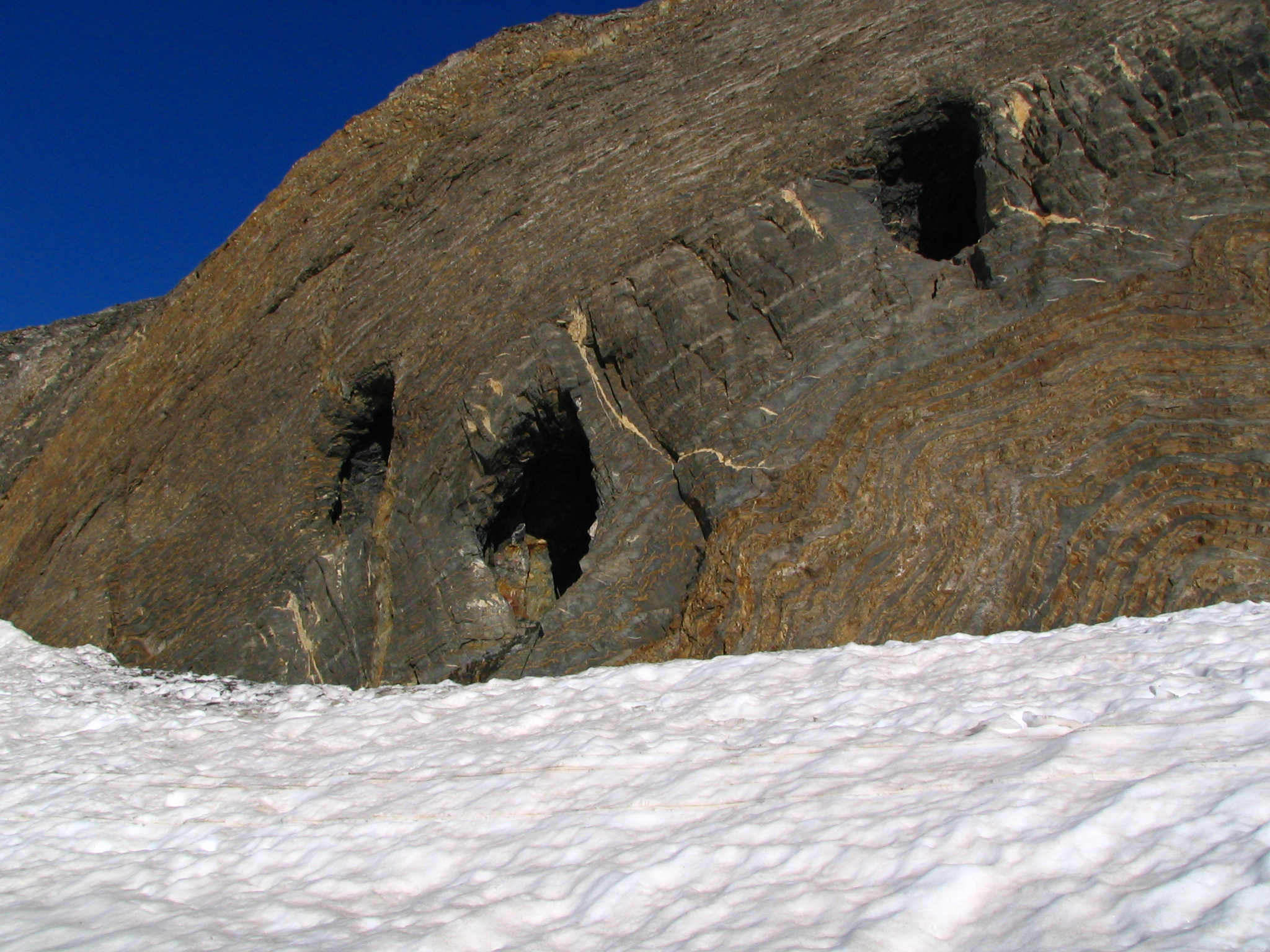
Les entrades a les coves de Russell per sobre de la Glacera d'Ossoue, Vinyamala

El Pic de Russell al Massís de la Maladeta porta el seu nom, n'havia fet la primera ascensió, el 1865.
A la seua mort a Biarritz el 1909 va ser enterrat al cementiri de Pau.

## Primeres ascensions

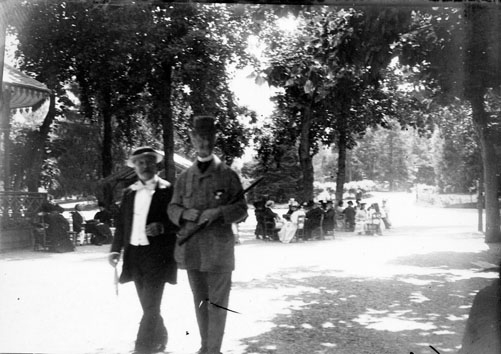
Russell (dreta) i el baró de Lassus (esquerra) en Banhèras de Luishon, en 1895, fotografia d'Eugène Trutat

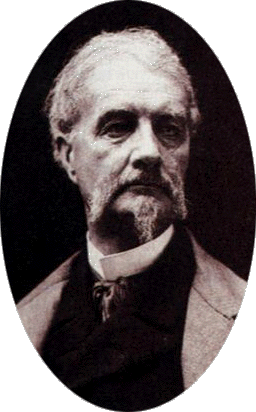
Henry Russell

A continuació una selecció de les primeres ascensions de Russell al Pirineu. S'indiquen els noms de companys; altres ascensos van ser en solitari.
- Pic d'Ardiden, 2988 m, 1858
- Pic de Lustou, 3023 m, 1864
- Pic Carlit, 2921 m, 1864[5]
- Pic des Gourgs Blancs, 3129 m, amb J. Haurillon, 1864
- Pic de Coronas, 3293 m, amb un porter, 1864
- Cilindre de Marboré, 3,328 m, amb Hippolyte Passet, 1864
- Pic Russell, 3205 m, amb C. Packe, 1865
- Pic de Marboré, 3248 m, amb Hippolyte Passet, 24 setembre 1865
- Pic Central d'Infierno, 3082 m, amb Sarettes, 20 juny 1867
- Pic Royo, 3121 m, amb Haurillon, 1868
- Pic d'Alba, 3107 m, amb Haurillon, juliol 1868
- Gran Facha 3005 m, amb Latour, August 1874
- Gabieto Oriental, 3031 m, amb C. Passet, setembre 1874
- Garmo Negro, 3051 m, amb Sarettes, Pablo Belio, 23 juny 1876
- Pic de la Cascade occidental, 3095 m, amb C. Passet 1877
- Segon Pic Occidental de la Maladeta, 3220 m, amb C. Passet, 25 August 1877
- Eriste S, 3045 m, 17 juliol 1878
- Gran Pic d'Eriste, 3053 m, amb F. Barrau, 17 juliol 1878
- Robinyera, 3003 m, amb C. Passet, 13 August 1878
- Punta del Sabre, 3136 m, amb C. Passet, Vincent Grassy, 10 setembre 1878
- Petit Astazou 3012 m, amb C. Passet, 21 juliol 1879
- Punta de Lliterola, 3132 m, amb C. Passet, 30 juliol 1879
- Gran Quayrat, 3060 m, amb Henri Reboul Peytier, Hossard C. Passet, 1 August 1879
- Tuc de Mulières, 3010 m, amb F. Barrau, B. Courrèges, 5 August 1879
- Pic d'Aragüells, 3037 m, amb F. Barrau, 10 August 1880
- Pic del Mig, 3346 m, amb Firmin Barrau, Célestin Passet, 12 juliol 1881
- Pic Occidental de Clarabide, 3020 m, 6 juliol 1882
- Pic Oriental de Clarabide, 3012 m, amb F. Barrau, C. Passet, 6 juliol 1882
- Dent d'Alba, 3136 m, amb Barthélémy Courrèges, 31 August 1882
- Grand Tapou, 3150 m, amb Haurine, Pierre Pujo, 1 August 1883
- Punta Superior del Tapou, 3130 m, amb Haurine, Pierre Pujo, 1 August 1883
- Pavots, 3121 m, amb Pierre Barrau (fils), André Subra, 22 juny 1885